# روبرت بولدر
روبرت بولدر (بالإنجليزية:Robert Bolder) (مواليد 1859 - وفيات 10 ديسمبر 1937) ممثل سينمائي إنجليزي في عصر السينما الصامتة . ظهر في 99 فيلما بين عامي 1912 و 1936. ولد في لندن وتوفي في لوس أنجلوس، كاليفورنيا.

## روابط خارجية
- روبرت بولدر على موقع IMDb (الإنجليزية)
- روبرت بولدر على موقع أول موفي (الإنجليزية)
- روبرت بولدر على موقع قاعدة بيانات الأفلام السويدية (السويدية)
- روبرت بولدر على موقع قاعدة بيانات الفيلم (الإنجليزية)
- روبرت بولدر على موقع كينوبويسك (الروسية)